# Pobit Kamăk, Kiustendil
Pobit Kamăk (în bulgară Побит Камък) este un sat în comuna Trekleano, regiunea Kiustendil,  Bulgaria. 

## Demografie
Componența etnică a satului Pobit Kamăk
     Nicio identificare (100%)
     Altele (0%)
La recensământul din 2011, populația satului Pobit Kamăk era de 2 locuitori. . Pentru 100,0% din locuitori nu este cunoscută apartenența etnică.